# Kechachioghlu Muhammed
Kechachioghlu Muhammed (en azerí: Keçəçioğlu Məhəmməd; Şuşa, 18 de junio de 1864 – Quba, 20 de noviembre de 1940) fue un cantante de mugam de Azerbaiyán.

## Biografía
Kechachioghlu Muhammed nació el 18 de junio de 1864 en Şuşa. Jugó un papel especial en el desarrollo de la cultura musical de Azerbaiyán.
A finales del siglo XIX actuó en el teatro de Şuşa. A principios del siglo XX Kechachioghlu Muhammed dio muchos conciertos exitosos en Bakú.En 1904 se mudó a Bakú. En 1912 interpretó en el concierto con Mashadi Mammad Farzaliyev y Jabbar Garyaghdioglu en Moscú. En 1926 Uzeyir Hajibeyov invitó al cantante a la Academia de Música de Bakú. Kechachioghlu Muhammed trabajó y enseñó en la academia hasta el fin de su vida.
Murió el 20 de noviembre de 1940 en Quba.